# História das relações internacionais dos Estados Unidos
Este artigo aborda a história da política externa dos Estados Unidos como uma breve visão geral das principais tendências em relação à política externa dos Estados Unidos da América desde a Revolução Americana até o tempo presente. Os principais temas abordados são a formação de um "Império da Liberdade", a promoção dos valores de democracia, a expansão territorial pelo continente, o internacionalismo liberal, a postura diplomática estadunidense durante as Guerras Mundiais e a Guerra Fria, o combate ao terrorismo internacional, desenvolvimento do Terceiro Mundo e a construção de uma economia mundial forte com tarifas baixas (mas altas tarifas entre 1861 e 1933).

## Uma nova nação: 1776-1801

### Revolução e Confederação
A partir do estabelecimento dos Estados Unidos após o foco regional e não global, mas com o ideal de longo prazo de criar um "Império da Liberdade".
A aliança militar e financeira com a França em 1778, que trouxe a Espanha e a Holanda para combater os britânicos, transformou a Guerra Revolucionária Americana em uma guerra mundial na qual a supremacia naval e militar britânica foi neutralizada. Os diplomatas estadunidenses - especialmente Benjamin Franklin, John Adams e Thomas Jefferson - garantiram o reconhecimento da independência estadunidense e grandes empréstimos ao novo governo nacional. O Tratado de Paris em 1783 foi altamente favorável aos Estados Unidos, que agora poderiam se expandir para o oeste até o rio Mississippi.
O historiador Samuel Flagg Bemis foi um dos principais especialistas em história diplomática. De acordo com Jerold Combs:
Diplomacy of the American Revolution, de Bemis, publicado originalmente em 1935, ainda é o trabalho padrão sobre o assunto. Enfatizou o perigo do envolvimento norte-americano nas disputas europeias. A diplomacia europeia no século XVIII era "podre, corrupta e pérfida", advertiu Bemis. O sucesso diplomático dos Estados Unidos resultou de manter-se afastado da política europeia enquanto tirava vantagem dos conflitos europeus. Franklin, Jay e Adams fizeram exatamente isso durante a Revolução e, como consequência, obtiveram a maior vitória nos anais da diplomacia americana. Bemis admitiu que a aliança francesa foi necessária para vencer a guerra. No entanto, ele lamentou que isso trouxesse envolvimento com "o reino funesto da diplomacia europeia". Vergennes [o ministro das Relações Exteriores da França] estava bastante disposto a levar os Estados Unidos a um "matadouro" onde partes dos Estados Unidos poderiam ser desmembradas se isso promovesse os interesses da França.
As relações internacionais norte-americanas desde a independência em 1776 até a nova Constituição em 1789 foram tratadas sob os Artigos da Confederação diretamente pelo Congresso até que o novo governo criou um Departamento de Relações Exteriores e o cargo de Secretário de Relações Exteriores em 10 de janeiro de 1781.

### Primeira era nacional: 1789-1801

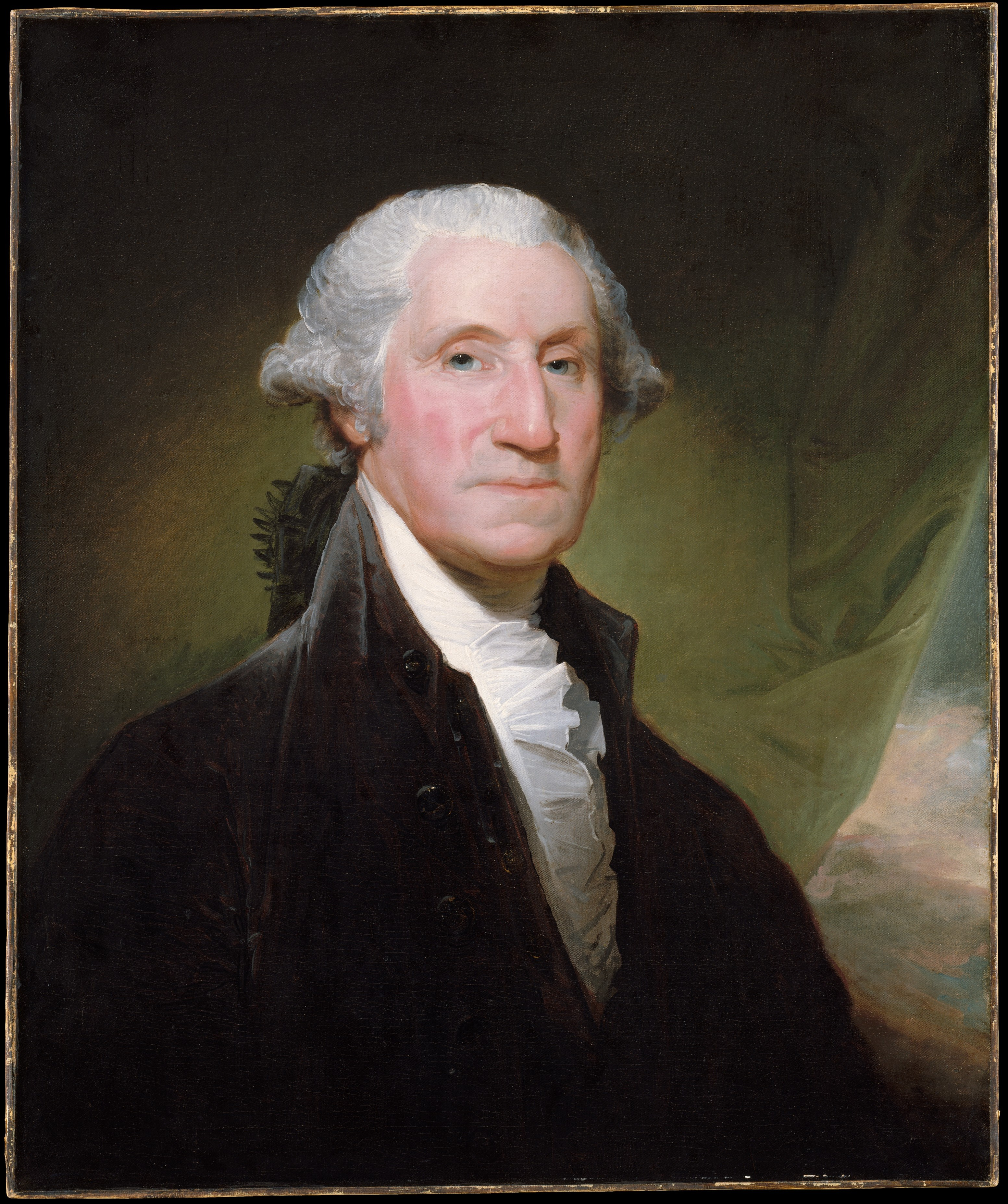
A neutralidade externa da presidência de George Washington tornou-se uma tradição política dos Estados Unidos durante a maior parte de sua história diplomática.

O Departamento de Relações Exteriores em nível de gabinete foi criado em 1789 pelo Primeiro Congresso. Logo, foi renomeado para Departamento de Estado e mudou o título de Secretário de Relações Exteriores para Secretário de Estado; Thomas Jefferson voltou da França para assumir o cargo.
Quando a Revolução Francesa levou à guerra em 1793 entre a Grã-Bretanha (principal parceiro comercial da América) e a França (o antigo aliado, com um tratado ainda em vigor), George Washington e seu gabinete decidiram por uma política de neutralidade, conforme consagrado na Lei de Neutralidade de 1794. Em 1795, Washington apoiou o Tratado de Jay, elaborado pelo Secretário do Tesouro Alexander Hamilton para evitar um conflito com a Grã-Bretanha e incentivar o comércio entre os dois países. Os Jeffersonianos liderados por Jefferson e James Madison se opuseram veementemente ao tratado, mas o apoio de Washington se mostrou decisivo, e as duas nações mantiveram relações amistosas por uma década. No entanto, a disputa de política externa polarizou os partidos internos, levando ao Primeiro Sistema de Partidos.
Em uma "Mensagem de Despedida" datada de 1796 que se tornou a base da política estadunidense, George Washington aconselhou seus sucessores sobre envolvimentos em conflitos estrangeiros:
"A Europa tem um conjunto de interesses primários, que para nós não têm, ou uma relação muito remota. Portanto, ela deve estar envolvida em frequentes controvérsias, cujas causas são essencialmente estranhas às nossas preocupações. Portanto, deve ser imprudente de nossa parte nos envolver, por laços artificiais, nas vicissitudes comuns de sua política, ou nas combinações e colisões comuns de suas amizades ou inimizades. Nossa situação de distanciamento e distanciamento nos convida e nos permite seguir um rumo diferente."

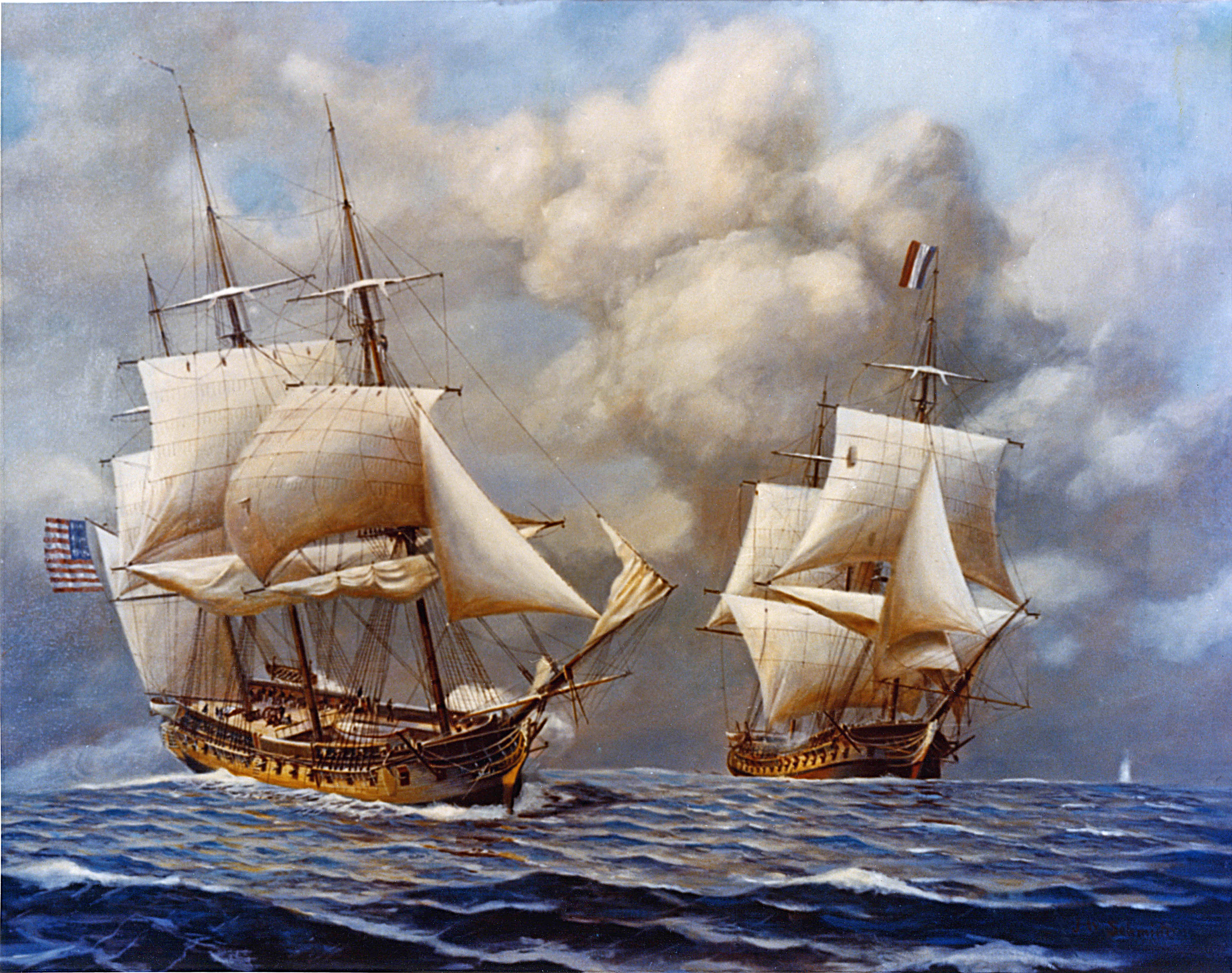
A Quase-Guerra de 1798 foi o ápice dos conflitos de interesses entre estadunidenses e franceses.

Em 1797, os franceses apreendiam abertamente os navios estadunidenses, levando a uma guerra não declarada conhecida como a Quase-Guerra de 1798. O presidente John Adams tentou uma solução diplomática, mas sem resultado. Em 1798, os franceses exigiram que diplomatas estadunidenses pagassem enormes taxas para uma reunião com Talleyrand, o Ministério dos Negócios Estrangeiros, o que os primeiros rejeitaram. Os republicanos, desconfiados de Adams, exigiram a documentação, que Adams divulgou usando X, Y e Z como códigos para os nomes dos diplomatas franceses. O Caso XYZ acendeu uma onda de sentimento nacionalista. Pressionado, o Congresso dos Estados Unidos aprovou o plano de Adams para organizar a Marinha. A opinião pública norte-americana voltou-se contra a França, encorajando os federalistas a tentar suprimir o Partido Republicano. Adams relutantemente assinou os "Atos de Sedição" destinados a enfraquecer os republicanos. No entanto, Adams rompeu com a ala hamiltoniana de seu Partido Federalista e estabeleceu uma trégua com a França em 1800. O Partido Federalista, agora dividido, não conseguiu reeleger Adams em 1800 e nunca recuperou o poder novamente em toda a história do país.

## Era Jeffersoniana: 1801–1829
Thomas Jefferson idealizou os Estados Unidos como a força por trás de um grande "Império da Liberdade", que promoveria o republicanismo e combateria o imperialismo da Grã-Bretanha. Em 1803, a compra da Louisiana arquitetada por por Jefferson em um acordo de 15 milhões de dólares com Napoleão Bonaparte, dobrou o tamanho da nação em território, adicionando uma enorme faixa de território a oeste do rio Mississippi, abrindo milhões de novos campos férteis idealizados pela Democracia Jeffersoniana.
O presidente Jefferson planejou a Lei de Embargo de 1807 para forçar a Europa a cumprir. Proibiu o comércio com a França e a Grã-Bretanha, mas eles não se curvaram. Além disso, os federalistas denunciaram sua política como partidarismo em favor de interesses agrários em vez de interesses comerciais. A medida foi altamente impopular na Nova Inglaterra, que iniciou operações de contrabando e provou ser ineficaz em parar o mau tratamento dos navios de guerra britânicos.

### Guerra de 1812

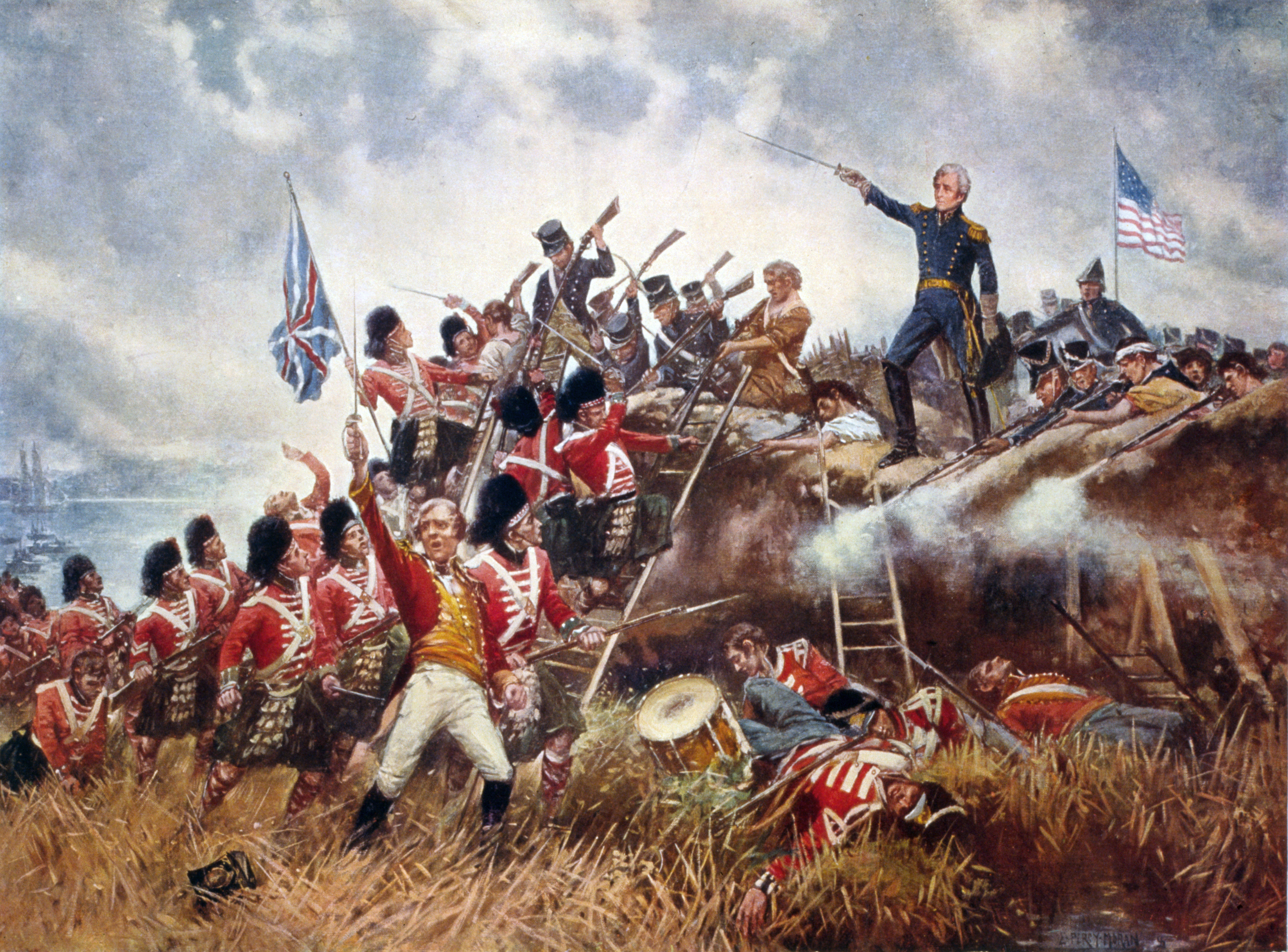
A Batalha de Nova Orleães, conflito decisivo da Guerra de 1812, pavimentou a soberania dos Estados Unidos sobre a América do Norte.

Os jeffersonianos desconfiaram profundamente dos britânicos, que fecharam a maior parte do comércio norte-americano com a França e trouxeram de volta à Marinha Real cerca de 6.000 marinheiros desertores em navios norte-americanos. Em 1807, a Marinha Real capturou e inspecionou o a fragata Chesapeake, num episódio que ficou marcado como violação da jurisdição norte-americana.
No oeste, os indígenas apoiados e armados pela Grã-Bretanha usaram emboscadas e ataques para matar colonos, atrasando assim a expansão dos assentamentos de fronteira no Centro-Oeste (Ohio, Indiana e Michigan, especialmente).
Em 1812, a diplomacia apresentava falhas contínuas e os Estados Unidos declararam guerra à Grã-Bretanha. A Guerra de 1812 foi marcada por muito mau planejamento e fracassos militares de ambos os lados, sendo encerrada com o Tratado de Ghent em 1815. Militarmente foi um impasse, pois ambos os lados falharam em suas tentativas de invasão, mas a Marinha Real bloqueou o litoral e fechou o comércio americano (exceto o contrabando de suprimentos para o Canadá britânico). No entanto, os britânicos alcançaram seu objetivo principal de derrotar Napoleão, enquanto os exércitos norte-americanos derrotaram a aliança indígena que os britânicos haviam apoiado, encerrando o objetivo de guerra britânico de estabelecer uma nação fronteiriça pró-britânica no Centro-Oeste. O comércio com a França (agora um aliado da Grã-Bretanha) foi retomado e as causas da guerra foram eliminadas. Especialmente após a grande vitória norte-americana na Batalha de Nova Orleães, o sentimento de soberania e valor norte-americanos foram inflados. Os generais de guerra Andrew Jackson e William Henry Harrison também se tornaram heróis políticos. Após 1815, as tensões diminuíram ao longo da fronteira com o Canadá, com comércio pacífico e boas relações em geral e as disputas territoriais resolvidas pacificamente. Tanto os Estados Unidos quanto o Canadá viram uma onda de nacionalismo e orgulho nacional após 1815, com os Estados Unidos projetando uma maior democracia interna e os britânicos freando a onda democrática no Canadá.
Após 1780, os Estados Unidos abriram relações com os países do norte da África e com o Império Otomano.

### América Latina

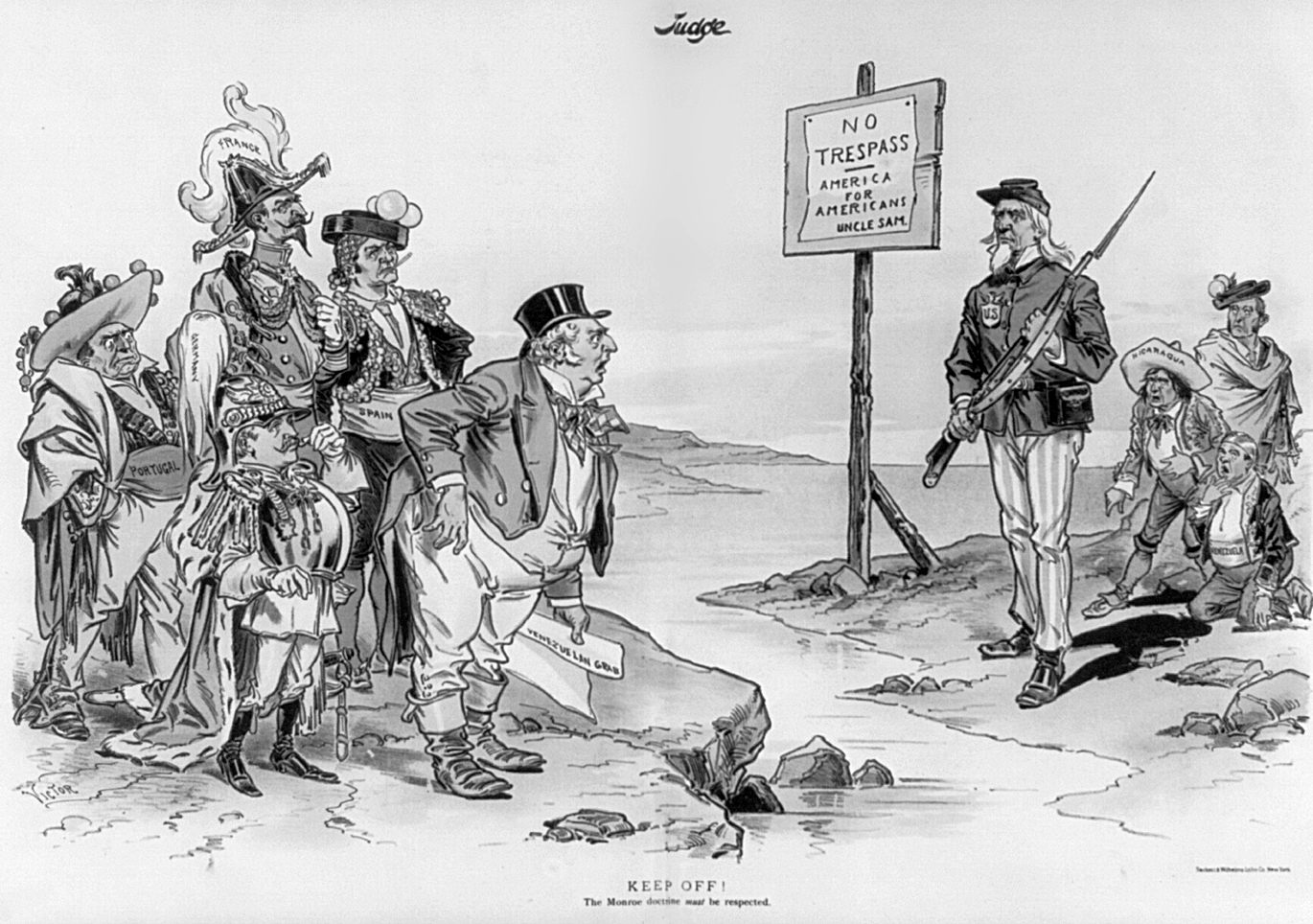
Na metade da década de 1820, a Doutrina Monroe abre caminhos para a maior prevalência dos interesses estadunidenses em todo o continente.

Em resposta à independência das colônias espanholas na América, os Estados Unidos e a Grã-Bretanha estabeleceram a Doutrina Monroe a partir de 1823. Essa política declarou oposição à interferência europeia nas Américas e deixou uma marca duradoura na postura dos líderes norte-americanos posteriores. O fracasso da Espanha em colonizar ou policiar a Flórida levou à compra do território em 1821. Durante este período se destaca a atuação mais agressiva e expansiva de John Quincy Adams como Secretário de Estado da Administração Monroe.

## Era Jacksoniana: 1829–1861

### Guerra Mexicano-Americana
Em 1846, após um intenso debate político no qual os democratas expansionistas prevaleceram sobre os Whigs, os Estados Unidos anexaram a República do Texas. O México nunca reconheceu que o Texas havia alcançado sua independência e prometeu guerra em caso de adesão aos Estados Unidos. O presidente James K. Polk resolveu pacificamente uma disputa de fronteira com a Grã-Bretanha em relação ao Oregon e depois enviou patrulhas do Exército para a área disputada do Texas. Isso desencadeou a Guerra Mexicano-Americana, vencida absolutamente pelos norte-americanos. Como resultado do Tratado de Guadalupe Hidalgo de 1848, os Estados Unidos adquiriram territórios que incluíam Califórnia, Arizona e Novo México, e os residentes hispânicos destas regiões receberam plena cidadania estadunidense.

### Canal da Nicarágua

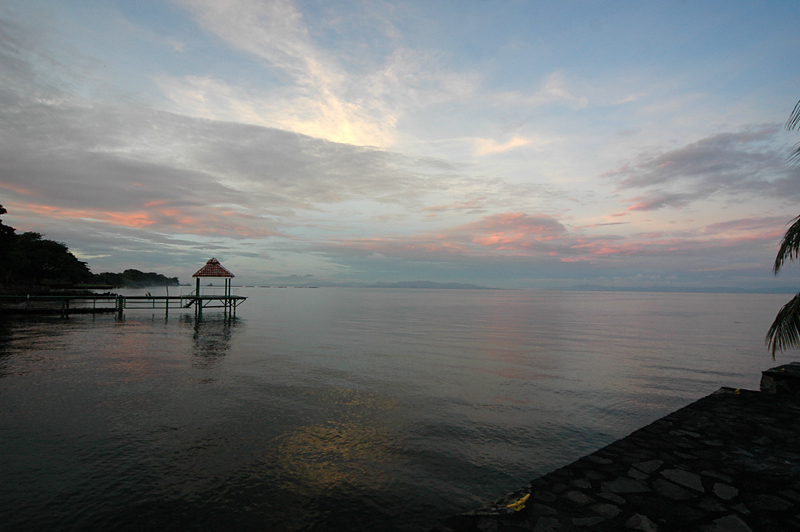
O Lago Nicarágua teria sido o segmento central do Canal da Nicarágua.

Os britânicos queriam um México estável para bloquear a expansão americana para o sudoeste, mas o México atacou o Texas e busca ser compensado pela derrota. O resultado foi uma vasta expansão norte-americana. A descoberta de ouro na Califórnia em 1848 trouxe uma grande demanda de passagem para os campos de ouro, com as principais rotas cruzando o Panamá para evitar uma viagem muito longa e lenta por toda a América do Sul. Foi construída uma ferrovia que transportou 600.000 mineiros, apesar do ambiente perigoso no Panamá. Um canal na Nicarágua era uma possibilidade muito mais saudável e atraente e o empresário americano Cornelius Vanderbilt obteve as permissões necessárias, juntamente com um tratado dos Estados Unidos com a Nicarágua. A Grã-Bretanha há muito dominava a América Central, mas a influência americana estava crescendo, e os pequenos países buscam nos Estados Unidos proteção contra o imperialismo britânico. No entanto, os britânicos estavam determinados a bloquear um canal americano e apreenderam locais importantes na Costa dos Mosquitos, no Atlântico, que o bloquearam. Os Whigs estavam no comando em Washington e, ao contrário dos democratas, queriam uma solução pacífica empresarial. Os Estados Unidos decidiram que um canal deveria ser aberto e neutro a todo o tráfego do mundo, e não militarizado. As tensões aumentaram localmente, com confrontos diretos em pequena escala no campo.

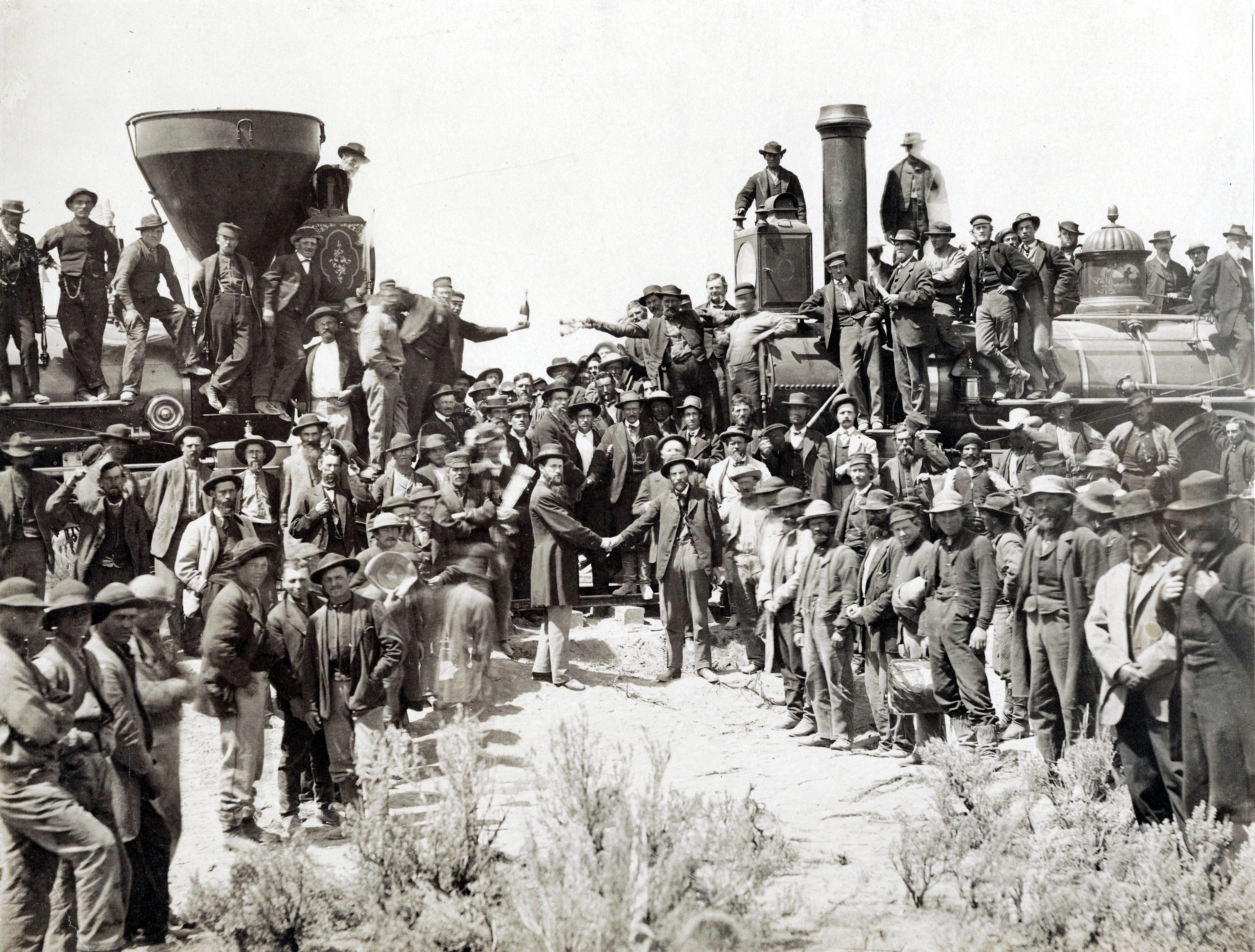
A Primeira Ferrovia Transcontinental permitiu uma ligação térrea entre os estados do Leste e do Oeste norte-americano.

No Tratado Clayton-Bulwer de 1850, Washington e Londres encontraram uma solução diplomática. Para evitar um confronto crescente, concentrou-se em um canal da Nicarágua que ligaria o Pacífico e o Atlântico. As três principais disposições do tratado afirmavam que nenhuma nação construiria tal canal sem o consentimento e cooperação da outra; nem fortificaria ou fundaria novas colônias na região; se e quando um canal fosse construído, ambos os poderes garantiriam que ele estaria disponível de forma neutra para todos os navios. No entanto, surgiram divergências e nenhum canal da Nicarágua foi construído, mas o tratado permaneceu em vigor até 1901. Em 1857-1859, Londres abandonou sua oposição à expansão territorial americana.

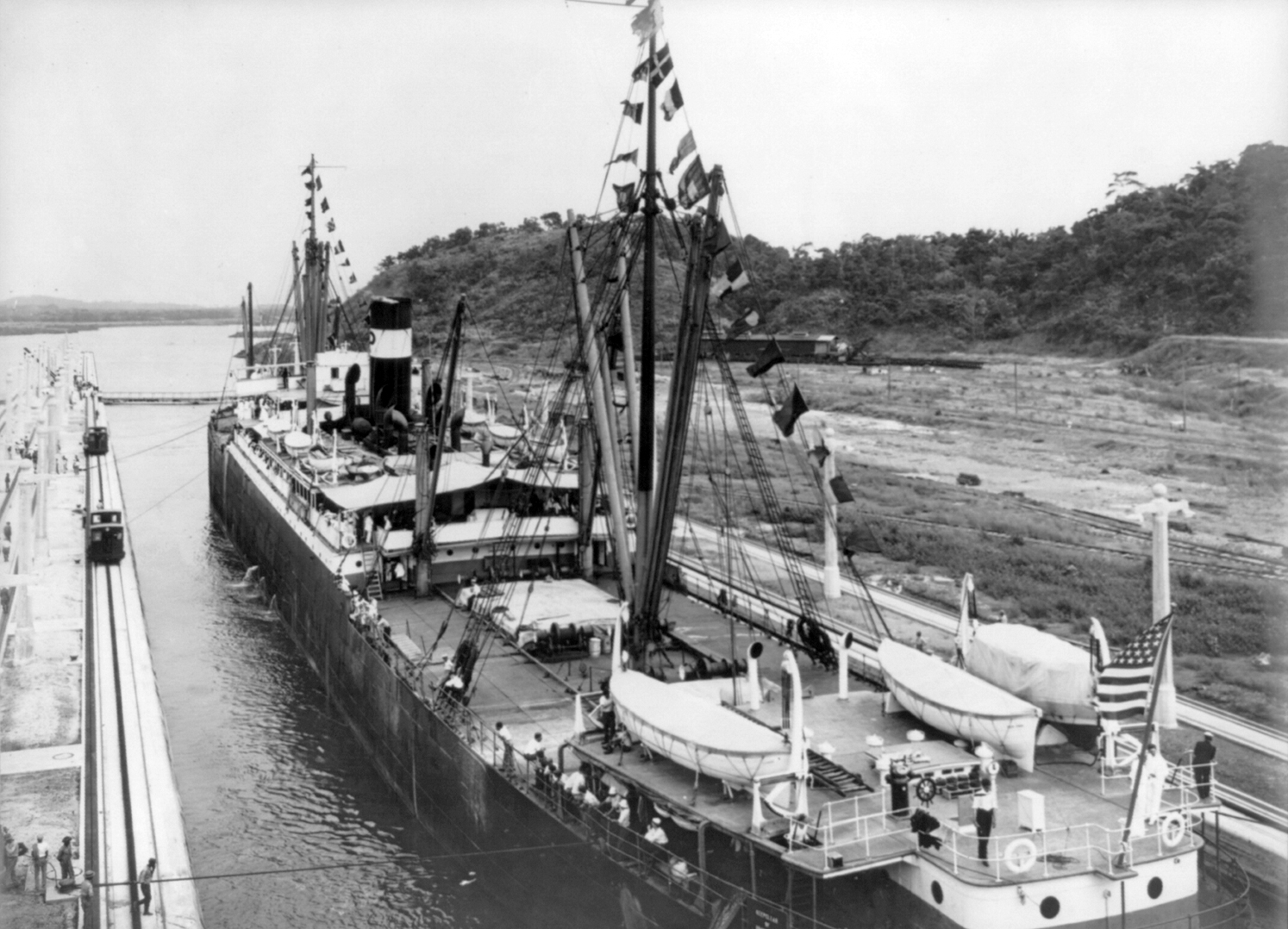
A abertura do Canal do Panamá, em 1914, foi um grande marco na hegemonia norte-americana sobre o continente.

A abertura da Primeira Ferrovia Transcontinental em 1869 tornou as viagens à Califórnia rápidas, baratas e seguras. Os norte-americanos perderam o interesse pelos canais e concentraram sua atenção na construção de ferrovias de longa distância. Os britânicos, por sua vez, voltaram sua atenção para a construção do Canal de Suez no Egito. Londres, porém, manteve um veto à construção do canal americano na Nicarágua. Na década de 1890, os franceses fizeram um grande esforço para construir um canal através do Panamá, mas ele se autodestruiu por má administração, corrupção severa e especialmente pelo ambiente de doenças mortais. No final da década de 1890, a Grã-Bretanha viu a necessidade de melhorar muito as relações com os Estados Unidos e concordou em permitir a construção de um canal através da Nicarágua ou do Panamá. A escolha foi o Panamá. O Tratado Hay-Pauncefote de 1901 substituiu o Tratado Clayton-Bulwer e adotou a regra de neutralidade para o Canal do Panamá, que foi inaugurado em 1914.

## Guerra Civil e a Era Dourada: 1861-1897

### Guerra Civil Americana

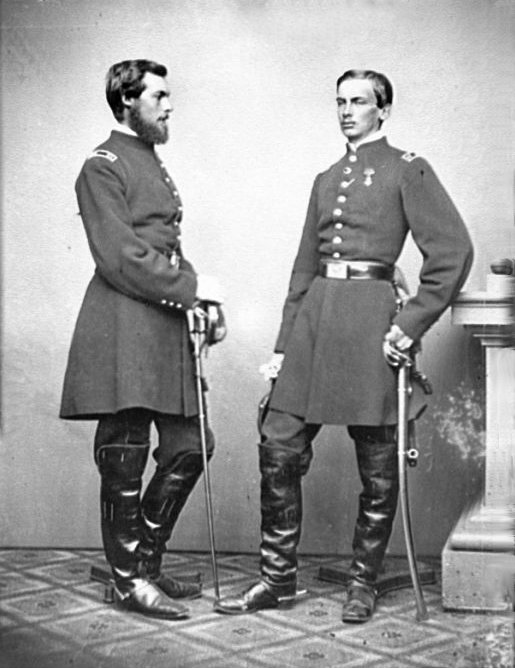
Luís Filipe, Conde de Paris e Roberto, Duque de Chartres, membros da Casa de Orleães, serviram à União durante a Guerra Civil Americana.

Todas as nações foram oficialmente neutras durante a Guerra Civil Americana, e nenhuma reconheceu os Estados Confederados da América. Isso marcou uma grande conquista diplomática para o Secretário de Estado William H. Seward e a Administração Lincoln. A França de Napoleão III invadiu o México e instalou um regime fantoche; esperava reduzir a influência norte-americana na região. A França, portanto, encorajou a Grã-Bretanha em uma política de mediação sugerindo que ambos reconheceriam a Confederação. Washington advertiu repetidamente que isso significava guerra. A indústria têxtil britânica dependia do algodão do Sul, mas tinha estoques para manter as fábricas funcionando por um ano e, de qualquer forma, os industriais e os trabalhadores tinham pouca influência na política britânica. Uma guerra cortaria remessas vitais de alimentos americanos, causaria estragos na frota mercante britânica e causaria a perda imediata do Canadá. A Grã-Bretanha, portanto, recusou-se a concordar com os esquemas franceses.